# فرزندان هیچکس
فرزندان هیچکس (Children of Nobody) (با نام دوم ماهِ سرخ و آفتاب آبی) یک سریال ساخته شده در کره‌جنوبی به تهیه‌کنندگی Mega Monster برای شبکه‌ MBC است؛ با هنرمندی کیم سون‌آ (Kim sun-a)، لی یی‌کیونگ (Lee Yi-kyung)، نام گیوری (Nam Gyu-ri) و چا هاک‌یون (Cha hak-yeon). سریال ۳۲ قسمتی فرزندان هیچ‌کس روزهای چهارشنبه و پنج‌شنبه در شبکه‌ تلویزیونی ام‌بی‌سی MBC TV در ساعت ۲۲:۰۰ به وقت کره د از تاریخ ۲۱ نوامبر ۲۰۱۸ پخش شد. 

## خلاصه داستان
چا ووکیونگ (Kim sun-a) یک مشاور کودکان است. او که با همسرش (Kim young-jae)، والدین و فرزندش زندگی معمولی دارد، درگیر یک تصادف رازآلود می‌شود که در نهایت همه چیز را در زندگی او تغییر می‌دهد. 
چا ووکیونگ همچنان که در حال تلاش برای حل معمای آن تصادف است، با چهره‌ کودکی رازآلود مواجه می‌شود. در این میان تنها سرنخ‌هایی که برای حل این معماها پیش پایش وجود دارند، چند بیت شعر هستند. 

## بازیگران

### اصلی
- کیم سون‌آ (Kim sun-a) در نقش چا ووکیونگ [۵]

یک روانشناس کودک که درگیر یک تصادف رازآلود و عجیب و غریب می‌شود. همزمان با توهم کودکی رازآلود نیز مواجه می‌شود و برای حل تمام این معماها فقط چند بیت شعر به عنوان سرنخ در دسترس او هستند.
- لی یی‌کیونگ (Lee Yi-kyung) در نقش کانگ جی هیون [۵]

یک کارآگاه پلیس که قدرت خوبی برای حل معماهای جنایی دارد و معتقد است که همه جرایم باید در پیشگاه دادگاه قضاوت شوند.
- نام گیو ری (Nam Gyu-ri) در نقش جون سو یونگ [۵]

نیروی تازه‌کاری که در تیم جی‌هون استخدام شده است. به خاطر رفتارش به زن رازآلود معروف شده است.
- چا هاک یون (Cha Hak-yeon) در نقش لی یون‌هو [۶]

پسر جوان و درونگرایی که در مرکز مشاوره‌ی کودکانی که چا ووکیونگ مشغول است کار می‌کند و رابطه‌ی بسیار خوبی با کودکان دارد.

### نقش‌های مکمل

#### افراد مرتبط با چا ووکیونگ
- کیم یانگ جه (Kim young-jae) در نقش کیم مین سوک [۷]

شوهر ووکیونگ
- نا یونگ‌هی (Na Young-hee) در نقش هئو جین-اوک

مادر ووکیونگ
- اوه هی‌وون (oh hye-won) در نقش چا سه‌کیونگ [۸]

خواهر ووکیونگ
- جو یه‌ریم (Joo Ye-rim) در نقش کیم یون‌سو

دختر ووکیونگ و مین‌سوک

#### بازیگران مرکز هانول کودکان
- Kim Pub-rae [ko] در نقش سونگ هومین
- Joo Suk-tae [ko] در نقش یون تائه‌جو [۹]
- TBA در نقش سونگ جائه‌هاک

#### افسران پلیس
- پارک سویونگ در نقش رئیس هونگ گی‌تائه
- Yeon Jae-hyung [ko] در نقش کون چانووک [۱۰]

#### دیگران
- هان یون سو در نقش لی یون‌یونو [۱۱]

دوست دختر سابق جی هون ، که بعداً معشوقه مین سوک شد.
- کیم کانگ هون به عنوان هان سی‌وان

یکی از کودکانی که در مرکز هانول پناه گرفته و گذشته‌ تلخی داشته است.
- یو یون من در نقش لی پیت‌نا.
- کانگ مال گوم در نقش مادر سی‌وان [۱۲]
- کیم جی یون به عنوان مینوجو

### نقش‌های ویژه
- ها هو جو به عنوان پارک جی‌هی [۱۳]

یک محکوم سابق که به جرم قتل کودک خود زندانی بود. پس از آزادی از زندان مورد نفرت عمومی قرار گرفت و بعدها جنازه‌ سوخته‌ او در ماشینش پیدا شد.

## جوایز و افتخارات
| سال  | جایزه                               | دسته بندی                                                    | نامزد کار     | نتیجه    | مرجع.  |
| ---- | ----------------------------------- | ------------------------------------------------------------ | ------------- | -------- | ------ |
| ۲۰۱۸ | جوایز درام MBC ۲۰۱۸                 | جایزه بزرگ (داسانگ)                                          | کیم Sun-a     | نامزدشده | [ ۱۴ ] |
| ۲۰۱۸ | جوایز درام MBC ۲۰۱۸                 | درام سال                                                     | فرزندان هیچکس | نامزدشده | [ ۱۴ ] |
| ۲۰۱۸ | جوایز درام MBC ۲۰۱۸                 | جایزه برتر عالی ، بازیگر نقش اول مرد درام چهارشنبه-پنجشنبه   | کیم Sun-a     | برنده    | [ ۱۴ ] |
| ۲۰۱۸ | جوایز درام MBC ۲۰۱۸                 | جایزه عالی ، بازیگر نقش اول مرد در چهارشنبه و پنجشنبه        | لی یی کیونگ   | نامزدشده | [ ۱۴ ] |
| ۲۰۱۸ | جوایز درام MBC ۲۰۱۸                 | جایزه عالی ، بازیگر نقش اول زن در مینیریس چهارشنبه و پنجشنبه | نام گیو ری    | نامزدشده | [ ۱۴ ] |
| ۲۰۱۸ | جوایز درام MBC ۲۰۱۸                 | بهترین بازیگران پشتیبان چهارشنبه و پنجشنبه Miniseries        | کیم یو جین    | نامزدشده | [ ۱۴ ] |
| ۲۰۱۹ | ۵۵مین مراسم اهدای جوایز هنری بکسانگ | بهترین درام                                                  | فرزندان هیچکس | نامزدشده | [ ۱۵ ] |
| ۲۰۱۹ | ۵۵مین مراسم اهدای جوایز هنری بکسانگ | بهترین فیلمنامه                                              | دو هیون جونگ  | نامزدشده | [ ۱۵ ] |